# SRB-A

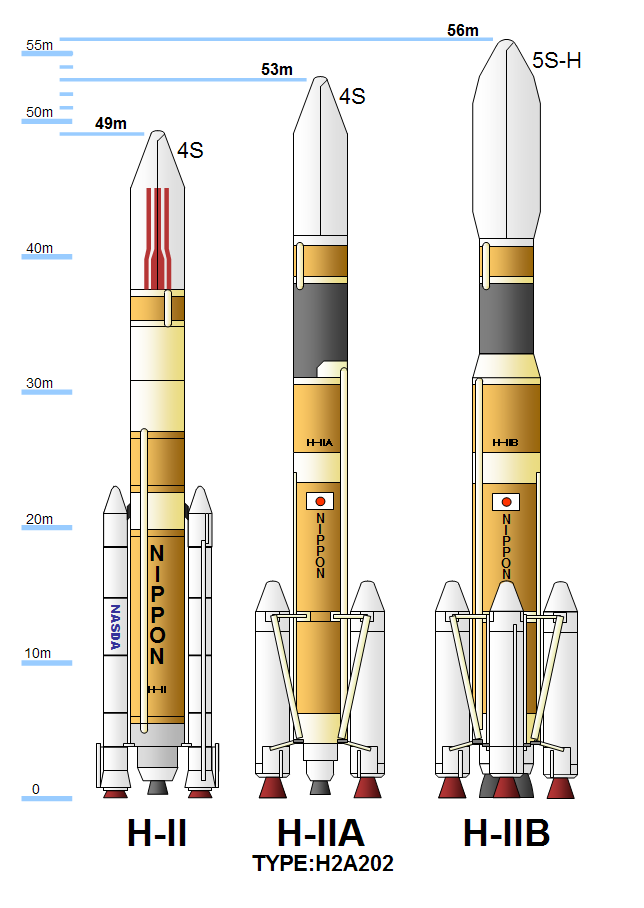
SRB-Aを装着したH-IIBロケット、H-IIAロケット。ロケット下部の太いブースターがSRB-A。

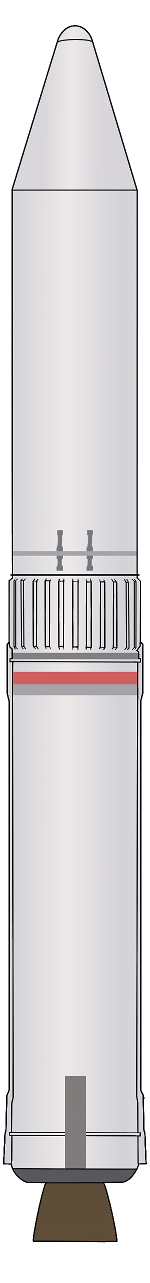
第1段にSRB-Aを採用したイプシロンロケット

SRB-A（エスアールビーエー）は宇宙開発事業団（現・宇宙航空研究開発機構）が開発し、IHIエアロスペースが製造する固体ロケットブースター (Solid Rocket Booster, SRB) である。H-IIAロケットやH-IIBロケット、及びイプシロンロケットの第1段に用いられる。

## 概要
H-IIAロケットの開発にあたって、高い信頼性を持ち、H-IIロケットのSRBより高性能かつ低コストなSRBを目標として開発されたのがSRB-Aである。これを達成するために炭素繊維強化プラスチック (CFRP) 製一体型モータケースを採用、また高圧燃焼の採用によって性能を落とさず全長を短縮することに成功した。
初期型のSRB-A以降、204型用に開発されていたSRB-A2、H-IIAロケット6号機でのノズル破壊に起因する分離失敗を受けて推力と燃焼圧の低減等の対策を施したSRB-A改良型、ノズル全体の設計から抜本的な改善を行い能力を初期型とほぼ同等まで回復させたSRB-A3と、多くの改良型が開発され、最大動圧や信頼性が改善されている。（型式別の詳細は後述）
初飛翔した2001年時点で、SRBとしてはスペースシャトルのSRB、アリアン5用のP238に次いで世界で3番目に大きいSRBである。ただし、SRBでは無いメインのロケットモータには、M-VロケットのM-14モータ、ヴェガロケットのP80モータ、インドのPSLVのS-138モータ等、SRB-Aより大きい固体ロケットモータ (SRM) は幾つか存在する。
H-IIAロケットと共に運用終了し、後続のH3ロケットのSRBには同規模のSRB-3が開発されている。イプシロンロケットの第1段もイプシロンSからSRB-3に変更される。

## 構成
主にノーズコーン、前部アダプタ、モータケース、後部アダプタ、結合構造部からなる。H-IIAロケットやH-IIBロケットの場合は前後4ヶ所のヨーブレスと2本のスラストストラットを用いて第1段コア機体から吊り下げるストラップ・オン方式で固定される。イプシロンロケットの場合にはノーズコーンは用いられず、前部アダプタの代わりに段間接手、後部アダプタの代わりにSMSJによってロール制御能力を持つ後部筒が取り付けられる。

### モータ
モータは全長9,582mm（初期型）で直径2.5 mの円筒型モータである。主に推進薬量やグレイン形状の違いによる燃焼パターンの差異から高圧型モータと長秒時型モータの2種類に大別される。高圧型モータは平均燃焼圧力が高く、燃焼時間が約100秒と短い。長秒時型モータは高圧型モータに比べて平均燃焼圧力が低く、燃焼時間が120秒前後と長い。型式別で見ると、SRB-Aは高圧型、SRB-A2とSRB-A改良型は長秒時型であり、SRB-A3には高圧型と長秒時型の2種類がある。（詳細は後述）

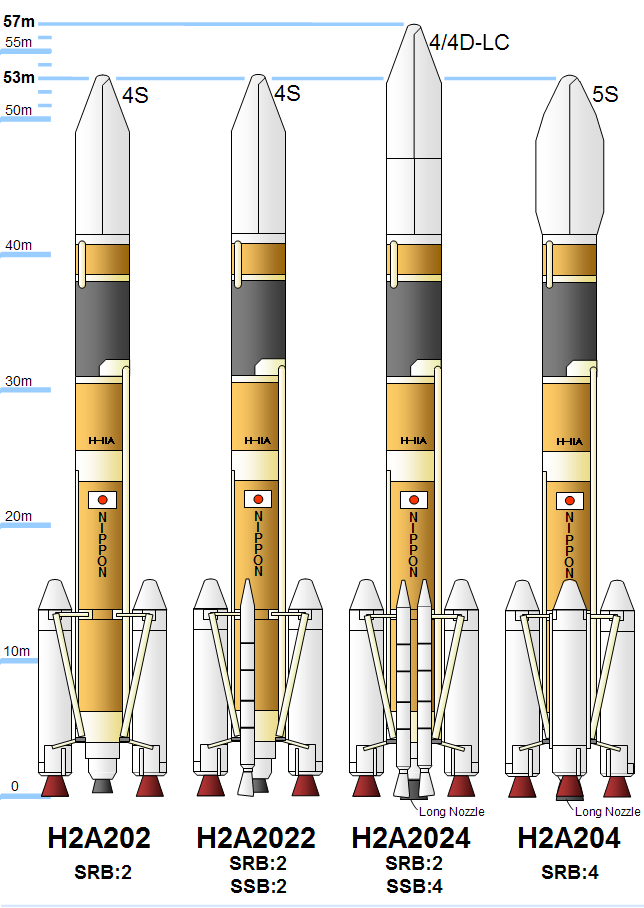
H-IIAロケットの各形式

H-IIAロケットの202・2022・2024・212型やJ-Iロケット2号機には高圧型モータが使用され、H-IIAロケットの202・204型やH-IIBロケット、イプシロンロケットには長秒時型モータが用いられる。ただしSRB-A改良型を使用していた間は、2022・2024型でも安定性が高い長秒時型モータを使用していた。SRB-A3では、202型など2本1組で使用する場合に、必要な打上げ能力に応じて2種類のモータから適切な方を選択して使用している。202型で長秒時型モータを装着した場合には、重力損失が大きくなり、ペイロードはGTO換算でおよそ300 kg少なくなる。一方、204型やH-IIBといったSRB-Aを4本1組で使用する場合には、コア機体の加速度制限等により長秒時燃焼モータを使用する。

#### モータケース
CFRP（炭素繊維強化プラスチック）のフィラメント・ワインディング方式による一体成形モータケースを採用したことで、従来の高張力鋼製と比較して2倍の強度と約80%の軽量化を実現した。また、同時に費用が大幅に削減されている。
成形工程はチオコール社（現ATK）のキャスター120の製造において実績のある技術のライセンスを用いて進められる。開発試験用と原型モータ (EM) 地上燃焼試験用のモータケース2式のみはチオコール社の工場で成形したものを輸入したが、以降はIHIエアロスペース富岡工場で生産されている。原材料として炭素繊維は東レT1000GB、樹脂は双日が輸入したATK製の樹脂を用いている。
SRB-Aの開発は4年という短期間で行われる予定であった。当時、M-3SIIロケット用のKM-M、M-Vロケット用のKM-V1、M-34等のCFRP一体成形モータを作る技術は有していたものの、SRB-Aのような大型モータケースの成形を行った実績は無く、当初の開発期間で一から開発を行うことは困難であったため、ライセンス生産という形にせざるをえなかった。しかし、2009年現在ではM-Vロケット用のM-25モータ等の開発によって、大型のCFRP一体成形モータケースを独自に生産することは可能となっており、H3ロケットで使われるSRB-3では国産化される。

#### 推進薬
| 組成              | 組成          |
| ----------------- | ------------- |
| HTPB              | 14 %          |
| AP                | 68 %          |
| Al                | 18 %          |
| Fe2O3             | 0.1 %（外割） |
| 特性              |               |
| 断熱火炎温度      | 3,368 K       |
| 平均分子量        | 27.86 g/mol   |
| 平均比熱比        | 1.175         |
| 燃焼速度(@8.9MPa) | 8.7 mm/s      |
| n指数             | 0.3           |
| 密度(@20℃)        | 1.77 g/cm3    |

推進薬は低コストを重要視した末端水酸基ポリブタジエン (HTPB) バインダを用いるコンポジット推進薬BP-207Jを使用している。過塩素酸アンモニウム(AP)、HTPB、アルミニウム(Al)からなり、また、燃焼触媒として酸化鉄(Fe2O3)を加えることで高速燃焼化を図っている。製造は日油。グレインは前部円筒、後部11光芒の形状であり、燃焼初期には大推力を発生し、燃焼後期は緩やかな燃焼を持続する2段階の燃焼パターンを持つ。推進薬は種子島宇宙センター内の専用充填施設で充填される。

#### ノズル
H-IIロケットでは自立する際にロケット全体の重量をSRBのノズルで支える設計となっていたが、H-IIAロケットでは第1段コア機体下部で支える設計に変更された。このため、従来よりノズルの強度を落とし軽量化することが可能となった。また、ノズルスロートインサートの素材として従来のグラファイトの10倍の強度を3D-C/C複合材を採用し、費用を削減した。当初は製造費用と開発期間の問題からコニカルノズルを採用していたものの、局所エロージョンの問題からベルノズルへと変更されるなど、改良が進められた。ノズルの最下端の直径は1,656mm（初期型）。（各型式別の詳細は後述）

#### 推力方向制御 (TVC)
H-IIロケットのSRBでは油圧ブローダウン方式だったが、SRB-AではTVCによって単体でピッチ・ヨー制御能力を持つ、電動アクチュエータを用いた可動ノズル推力方向制御 (MNTVC) を採用しており、これによって大幅な整備費低減が達成された。開発にあたっては、大出力小型電動モータや大電力インバータ、大出力電源の開発が課題であった。電動モータには高占積率ステータと高エネルギー積永久磁石を用いた大型低慣性ロータを採用し実現した。また、大電力インバータには信頼性が高く小型モジュール化された絶縁ゲートバイポーラトランジスタ(IGBT, Insulated Gate Bipolar Transistor)、及び耐振動性を増した大容量アルミ電解コンデンサを採用することでこれを実現した。電源としては、300 V級に高電圧化、150 A級に高電流化した熱電池を使用している。

### ノーズコーン
ノーズコーンはハンドレイアップ一体成形のCFRP製であり、先端部はノーズフェアリングと同様に半径750 mm半頂角18度である。全長は2,203mm（初期型）。

### 前部アダプタ
前部アダプタは全長1,225 mm・直径2.5 mで円筒形状のアルミセミモノコック構造である。ヨー方向の荷重を伝達する2本の前方ヨーブレスや、ピッチ方向の荷重を伝達する前方ピッチガイド、SRB-Aの推力を伝達する2本のスラストストラット、圧力センサが納められている。また、SRB-A改良型以降は電力系機器や指令破壊系機器もこれに加わっている。

### 後部アダプタ
後部アダプタは全長0.7 m・直径2.5 mで円筒形状のアルミセミモノコック構造である。熱電池や電動アクチュエーター、高電圧インバーター等、ピッチ・ヨー制御用のノズル駆動機器が納められている。初期型のSRB-Aでは電力系機器や指令破壊系機器もここに納められていた。

### 結合構造部
結合構造部は部分円筒形状のアルミセミモノコック構造であり、後部アダプタに取り付けられる。分離モータやヨー方向の荷重を伝達する2本の後方ヨーブレス、ピッチ方向の荷重を伝達する後方ピッチガイドが結合されている。

#### 分離方法
H-IIロケットのSRBでは前端及び後端に配置された分離モータの分離力により、コアロケットに影響を与えないようにコアロケットに対して約45度方向に分離した。これに対してSRB-AはH-IIAのファミリー化に対応するため、コアロケットに対して真後ろに分離する。まず、前方ヨーブレスと後方ヨーブレスの4本が分離ボルトを作動し分離する。スラストストラットを棒高跳びの要領で用いて、SRB-Aが本体から一番離れる1秒後にスラストストラットの切断用火工品(FLSC)で切断される。H-IIAロケットでは2本同時に分離されるが、H2A2024型やH-IIBロケットでは分離衝撃を和らげるため対称の2本ずつ2回に分けて分離される。
H-IIAロケット6号機では、ノズルが燃焼ガスにより侵食されて穴が開き、SRB-Aを分離させるための爆発ボルトの点火制御線（導爆線）が切断され、前方ヨーブレスが分離されなかった。
H-IIBロケット2号機では、片方のスラストストラットが抜けにくくなり分離のタイミングに差が見られた。原因はH-IIBロケット特有の艤装であったが、分離機構についてはH-IIAロケットも共通仕様であるため、冗長性の考え方からストラットを分離するV型成型爆破線(FLSC-II)のホルダ部分の設計変更を行った。

## 型式

### SRB-A
SRB-Aの初期型である。モータは高圧型モータで燃焼時間は約100秒、ノズル形状はH-IIロケットのSRBと同じコニカルノズル。開発時には3回の実機大モータ試験が予定された。1998年7月に行われた原型モータ試験 (EM)、1999年3月に行われたプロトタイプモータ試験 (PM) に続いて、1999年8月に行われた第1回認定型モータ試験 (QM) において過大なエロージョンが確認されたことで地上燃焼試験をさらに2回追加した。2000年6月に行われたQM2では、CFRPをH-IIロケットで用いられた実績品に変更し、かつ形状を分割方式から一体方式へと変える対策を行った。しかし、燃焼終了時にスロートインサートが脱落する問題が発生し、エロージョンも前回に引き続き起きた。2000年10月に行われたQM3では、スロートインサート接合部にテーパ角を付与すると共に、熱膨張によるノズル開口部との干渉を避けるためにスロート後方の隙間を拡大する対策を行ったが、今度は局所エロージョンが発生した。対策として、ノズル開口部の板厚を増して、外周部にCFRP製のアウターパネルを取り付け補強した。これらの対策によって実用に耐えうると判断され、ひとまずの開発は完了し、H-IIAロケット1号機から5号機まで問題なく飛翔した。しかし、6号機において飛翔中にノズルが破孔、燃焼ガスが漏洩したことが原因でコア機体からの分離に失敗したため、SRB-A改良型の開発が行われることになった。

### SRB-A2
H-IIA204型の開発にあたり最大動圧を抑制し、衛星の負担を減らす目的で開発されたのがSRB-A2である。ノズル出口径を拡大、モータ前方の推進薬を数%増し、その分後方の推進薬を減らすことで、推力レベルを従来のSRB-Aの70%に抑え、長時間（約120秒）燃焼する推力パターンを持つ。また、ノズル形状をコニカル型からベル型へと変更することで、SRB-A開発中に問題となった局所エロージョンを分散半減し、信頼性を向上させる設計であった。
2003年4月15日にプロトタイプモデルの地上燃焼試験を終え、同12月の認定型試験を残すのみであったが、11月にH-IIAロケット6号機でSRB-Aの分離失敗が発生、その後の事故調査結果によって別途SRB-Aの改良が行われることになり、SRB-A2の開発はSRB-A改良型の開発へと統合された。

### SRB-A改良型
H-IIAロケット6号機においてSRB-Aの分離に失敗し、事故調査結果によってノズルの信頼性向上が要求されたことから開発されたもので、基本設計はSRB-A2を踏襲している。H-IIAロケット7号機から13号機まで使用された。
モータは、平均燃焼圧をSRB-Aの8割まで下げ燃焼時間をSRB-Aの1.2倍（約120秒）に延長する推力パターンを持つ、安全性に余裕を持たせた長秒時型モータに変更された。ノズル形状については、熱負荷が高く局所エロージョンを増大させてしまう欠点を持つコニカル型ノズルから、熱負荷の小さいベル型ノズルへと変更された。また、外側の金属ホルダーを鉄製ホルダにし、スロートインサートの範囲を後方へ拡大することで継目の熱負荷を低減させ、CFRP製ライナアフトを2重にし板厚を増すことで安全性に余裕を持たせている。
6号機の分離失敗の直接的原因として、漏洩した燃焼ガスが前部ヨーブレス分離機構作動用の導爆線を焼き切ってしまったことが挙げられており、これに対応して搭載機器の再配置も行われた。後部アダプタに搭載されていた電力系機器や指令破壊系機器は前部アダプタへと移動され、2系統ある分離機構の内1系統は新しく設けられたサブトンネルを通して配線されている。
なお、H-IIAロケット7号機では、通常のSRB-A改良型より燃焼時間を長くとることで安全性に余裕を持たせたモーターが用いられた。

### SRB-A3

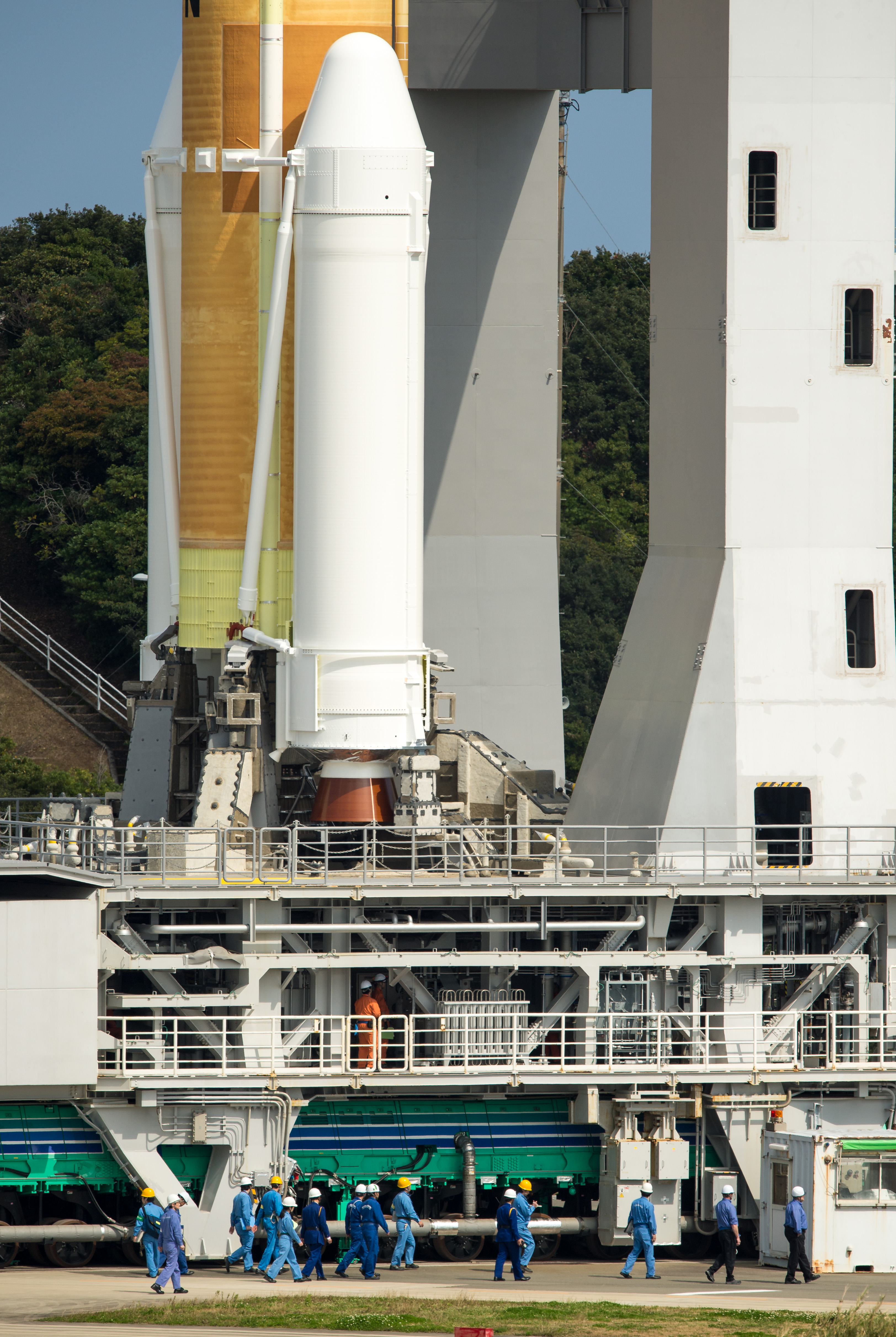
H-IIA 23号機のSRB-A

SRB-A3は、SRB-A改良型の使用によって減少した打ち上げ能力を初期型SRB-A使用時のレベルまで回復した上、より高い信頼性を獲得するために開発されたものである。H-IIAロケット14号機から使用されている。燃焼パターンの違いから高圧型（燃焼時間約100秒）と長秒時型（約120秒）の2種類がある。モータケース内面の断熱材の厚さの共通化や、結合構造部分の再設計によるSRB-A側結合部分の共通化といった、高圧型と長秒時型における仕様の共通化が行われており、打ち上げ計画変更への柔軟な対応が可能になったほか、同一仕様での継続生産による安定供給性の確保や不具合発生リスクの低減を実現している。
SRB-A改良型において8割まで下げられていた平均燃焼圧は初期型と同等まで回復され、外側の金属ホルダーをアルミ製ホルダに、断熱材ライナの1重化、スロートインサートの前方へ拡大などの設計変更が行われた。ノズルについては、局所エロージョンの発生メカニズム解明と極力排除を目的として、宇宙科学研究本部 (ISAS) の協力のもと、ITE (Integral Throat Entrance) 方式のノズルを採用した。ITE方式ノズルは高圧燃焼対応ノズルとして開発されたものであり、M-Vロケット5号機以降で使用されたM-25モータにおいて初めて採用されたものである。
H-IIAロケット14号機では、SRB-A3の基本構造を適用しつつも（改良型と同様に）ノズルの断熱材のCFRP製ライナアフトを2重にし、板厚を増厚することで安全性に余裕を持たせた高圧型モータが用いられた。しかし、ノズル構造部に予測より100度程度温度の高い部位が発生した。その後の解析の結果、断熱材を増厚した14号機用SRB-A3ノズル特有の構造が原因であるとされ、以降の15号機から17号機とH-IIB試験機で使用される長秒時型SRB-A3では、ライナアフトを1重にし断熱材を薄くすることから問題がないものとされた。しかし、高圧型SRB-A3への適用評価を行ったところ、長秒時型よりも高い負荷がかかることが明かになったため、ノズル断熱材から発生する分解ガスがノズル内部に留まらないようにする改良を施した上、2009年11月11日の地上燃焼試験による検証を行った。この試験によって信頼性が確認されたため、初期型SRB-Aと同等の能力をもつ高圧型SRB-A3を18号機のみちびきの打ち上げから適用することが可能になった。

## 主要諸元一覧
| 型式           | SRB （参考） | SRB-A              | SRB-A2    | SRB-A改良型 (H-IIA F7) | SRB-A改良型 | SRB-A3 (H-IIA F14) | SRB-A3 (H-IIA F15, F17) | SRB-A3 (H-IIB) | SRB-A3 (H-IIA F18) | SRB-A3 (H-IIA F21) |
| -------------- | ------------ | ------------------ | --------- | ---------------------- | ----------- | ------------------ | ----------------------- | -------------- | ------------------ | ------------------ |
| 全長           | 23.4 m       | 15.2 m （15.172m） | -         | 15.1 m                 | 15.1 m      | 15.1 m             | 15.1 m                  | 15.1 m         | 15.1 m             | 15.1 m             |
| 代表径         | 1.8 m        | 2.5 m              | 2.5 m     | 2.5 m                  | 2.5 m       | 2.5 m              | 2.5 m                   | 2.5 m          | 2.5 m              | 2.5 m              |
| 全備質量       | 70.4 t       | 76.4 t             | -         | 77 t                   | 77 t        | 75.5 t             | 76.6 t                  | 76.6 t         | 75.5 t             | 76.5 t             |
| モータ質量     | 68.8 t       | 71.1 t             | -         | -                      | -           | -                  | -                       | -              | -                  | -                  |
| 推進薬質量     | 59.2 t       | 65.0 t             | -         | 66 t                   | 66 t        | 65 t               | 66 t                    | 66 t           | 64.9 t             | 66 t               |
| 真空中最大推力 | 1,760 kN     | 2,260 kN           | 2,110 kN  | 2,245 kN               | 2,285 kN    | 2,445 kN           | 2,262.5 kN              | 2,305 kN       | 2,500.5 kN         | 2,305 kN           |
| 真空中平均推力 | 1,690 kN     | 1,780 kN           | -         | -                      | -           | -                  | -                       | -              | -                  | -                  |
| 最大作動圧力   | 5.59 MPa     | 11.8 MPa           | -         | -                      | -           | -                  | 11.1 MPa                | 11.1 MPa       | 11.8 MPa           | -                  |
| 燃焼時間       | 94 s         | 100 s              | 114 s     | 128 s                  | 120 s       | 100 s              | 120 s                   | 114 s          | 100 s              | 120 s              |
| 真空中比推力   | 273 s        | 280 s              | -         | 280 s                  | 281 s       | 282 s              | 283.6 s                 | 283.6 s        | 283.6 s            | 283.6 s            |
| 制御方式       | 油圧MNTVC    | 電動MNTVC          | 電動MNTVC | 電動MNTVC              | 電動MNTVC   | 電動MNTVC          | 電動MNTVC               | 電動MNTVC      | 電動MNTVC          | 電動MNTVC          |

## 備考
- ATKランチ・システムズ・グループのライセンスを用いて製造される為に"基本設計はアメリカ"[17]、"輸入品で国産技術でもない"[18]等と誤認・誤記される場合も多いが、前述の通りモータケース成形工程においてライセンスを用いているのみである。モータ設計はIHIエアロスペースが行っており、ATKの設計を元にIHIが製造している訳ではない。
- J-Iロケット2号機の第1段に使用される予定だったが、同1号機の打ち上げ後にJ-Iロケット計画自体が中止されたため使用されることはなかった。